# Jean-Louis Krivine
Jean-Louis Krivine (* 1939) ist ein französischer mathematischer Logiker und Mathematiker.

## Leben
Er studierte ab 1957 an der École normale supérieure (ENS) mit dem Abschluss der Agrégation in Mathematik 1960. 1967 wurde er bei Jean-Pierre Kahane promoviert (Doctorat d’Etat). Er war Professor an der Universität Paris VII (Denis Diderot) und Mitglied  des Labors für Beweise, Programme und Systeme (Preuves, Programmes et Systèmes). Inzwischen ist er emeritiert, ist aber weiter mathematisch aktiv (2011).

## Werk
In der Mengenlehre und Logik wandte er sich in den 1980er Jahren der Schnittstelle von Logik und Informatik zu im Umfeld des durch die Curry-Howard Korrespondenz beschriebenen Zusammenhangs von Beweisen der mathematischen Logik und Programmen, dessen volle Tragweite damals von einer neuen Forschergeneration erkannt und aufgegriffen wurde. Krivine entwickelte ein Programm um dieses Konzept der Realisierbarkeit und wandte es in den 2000er Jahren auch auf die axiomatische Mengenlehre an, um neue Modelle der Zermelo Fraenkel Mengenlehre zu gewinnen, die nicht auf dem Forcing Konzept beruhen.
Er befasste sich auch mit Banachräumen, wo er in den 1960er und 1970er Jahren bedeutende Beiträge leistete. Er führte mit Dacunha-Castelle Ultraprodukte in die Theorie der Banachräume ein  und 1977 fand er die bisher beste obere Schranke für die Konstante von Grothendieck im reellen Fall.  Mit Bernard Maurey führte er den Begriff stabiler Banachräume ein. Der Satz von Krivine über die endliche Darstellbarkeit von {\displaystyle l_{p}} in einem Banachraum ist nach ihm benannt.
Er leistete auch 1964 Beiträge zur reellen algebraischen Geometrie, die spätere Entwicklungen vorwegnahmen, bei der Anfang der 1970er Jahre einsetzenden Entwicklung der Theorie aber unberücksichtigt blieben und von anderen Mathematikern unabhängig gefunden wurden (zum Beispiel den Satz von Kadison und Dubois).
Er schrieb mehrere Lehrbücher, unter anderem über den Lambda-Kalkül (eine abstrakte Maschine zur Reduktion von Lambda-Termen ist als Krivine-Maschine bekannt), Modelltheorie und axiomatische Mengenlehre, die teilweise auch ins Englische und Deutsche übersetzt wurden.
2004 erhielt er den Prix du Rayonnement Francais.
Zu seinen Doktoranden zählen Jean-Yves Girard, Daniel Lascar, Jacques Stern, Serge Grigorieff.

## Schriften
- Théorie des ensembles (= Nouvelle Bibliothèque Mathématique. 5). Cassini, Paris 1998, ISBN 2-84225-014-1.
- Lambda-calcul. Types et modèles. Masson, Paris u. a. 1990, ISBN 2-225-82091-0 (englisch Übersetzung: Lambda-calculus, types and models. Masson u. a., Paris u. a. 1993, ISBN 0-13-062407-1).
- Théorie axiomatique des ensembles (= Collection SUP. Le Mathématicien. 1, ZDB-ID 185116-0). Presses Universitaires de France, Paris 1969 (englische Übersetzung: Introduction to axiomatic set theory. Reidel, Dordrecht 1971, ISBN 90-277-0411-2).
- mit Georg Kreisel: Éléments de logique mathématique. Théorie des modèles (= Monographies de la Société Mathématique de France. 3, ISSN 0583-8673). Dunod, Paris 1967, (englisch Übersetzung: Elements of mathematical logic. (Model theory). North Holland, Amsterdam 1967).
  - Deutsche Übersetzung: Modelltheorie. Eine Einführung in die mathematische Logik und Grundlagentheorie. Springer, Berlin u. a. 1972, ISBN 3-540-05654-8.